# Boxhole
Boxhole — метеорит-хондрит масою 82000 грам.